# Referéndum constitucional de Marruecos de 2011
El referéndum constitucional de Marruecos de 2011 tuvo lugar el 1 de julio de dicho año y fue convocado por el rey Mohamed VI para someter a aprobación la nueva constitución del país que modificaba sustancialmente la de 1996, vigente en ese momento. En el contexto del país, desde las protestas ciudadanas iniciadas en febrero de 2011, los cambios previstos con una pequeña reforma constitucional anunciada en 2010, se convirtieron en un nuevo texto de más amplio recorrido.
Las principales novedades fueron la reducción de los poderes del monarca, la ampliación de los del presidente del Gobierno como jefe del poder ejecutivo, el establecimiento de la cámara alta, la Cámara de Consejeros como una cámara territorial, el reconocimiento de un amplio abanico de derechos y libertades públicas y el reconocimiento de cierto grado de autonomía y elección directa de los poderes regionales y locales.
La participación alcanzó al 75,48% de los más de trece millones de electores, la segunda más alta participación en la historia electoral del país, siendo aprobada la constitución con un apoyo superior al 97% de votos afirmativos, más de 9.900.000 votos.

## Posiciones políticas y sociales ante la propuesta y el referéndum
El principal partido de la oposición, el islamista del Partido de la Justicia y del Desarrollo (PJD), criticó la posibilidad de establecer la libertad de conciencia (la anterior constitución ya respetaba la libertad de culto) y se mostró disconforme con el secretismo en el que se había abordado la nueva constitución y la falta de participación de las distintas formaciones, que habían tenido conocimiento del texto poco antes de ser divulgado, si bien habían sido consultadas desde marzo a junio sobre el contenido.
El 19 de junio se produjeron manifestaciones a favor y en contra del nuevo texto constitucional. Miles de personas se manifestaron en distintas ciudades contra el proyecto, en especial de Casablanca (unas 10 000), al considerar que se estaba "maquillando" la reforma en profundidad que el denominado Movimiento 20 de febrero, que lideraba las protestas del país desde hacía meses, demandaba. Los manifestantes en favor, algunos centenares, especialmente jóvenes, se enfrentaron con los detractores. El Movimiento 20 de febrero pidió la abstención en el referéndum como forma de boicot.
A partir del 20 de junio, las fuerzas políticas más destacadas, los nacionalistas del Istiqlal, los socialistas de la Unión Socialista de Fuerzas Populares, el Partido Autenticidad y Modernidad, próximo al monarca, y los islamistas del Partido de la Justicia y el Desarrollo, incluidas algunas que habían criticado el proceso, mostraron su apoyo al sí en el referéndum. La agrupación islamista ilegal, aunque tolerada, Justicia y Caridad (JyC) se mostró contraria a la reforma porque, a su juicio, "la Constitución refuerza las prerrogativas absolutas del rey", siendo especialmente crítica con un nuevo órgano presidido por el rey, el Consejo Superior de los Ulemas. Sin embargo evolucionó en la última semana en apoyo del "sí". Formaciones minoritarias, como la marxista Vía Democrática, la organización Asociación Marroquí de Derechos Humanos (AMDH) y el sindicato CDT, pedían el boicot.
El viernes 24 de junio, durante la oración, la mayoría de los imanes de la mezquitas marroquíes leyeron un sermón de apoyo a la nueva constitución elaborado por el Gobierno, y pidieron expresamente el voto favorable de los ciudadanos. Tal situación fue denunciada por el Movimiento 20 de febrero, que encabeza las protestas, y la AMDH, señalando la utilización del régimen de los instrumentos religiosos para influir en el voto. El 26 de junio, último domingo antes del referéndum, miles de jóvenes salieron a la calle en distintas ciudades (sobre todo Fez, Tetuán, Casablanca, Rabat y Tánger, en esta última unos 8000) para pedir el boicot al proceso electoral por considerar el proyecto constitucional como una carta otorgada por el monarca. Al mismo tiempo, también miles de manifestantes en favor de la constitución se concentraron en Casablanca —calculados en 600.000 por la televisión estatal— y amenazaron a los opositores con armas blancas. Destacó, por el número, el apoyo a los partidarios de la constitución la organización sunita y sufí, seguidora de Sidi Hamza Boutchich, Hermandad Boutchichia, vinculada al ministro de asuntos religiosos, Ahmed Toufik y al partido islamista Justicia y Caridad.
Con anterioridad a la celebración del referéndum se conoció una encuesta elaborada por el propio gobierno marroquí que arrojaba un apoyo al "sí" del 80% entre los que iban a votar, y otra del medio digital marroquí, www.lakome.com que señalaba un 46% de abstención, y valores similares entre los que votaban de voto afirmativo (80-82%). La participación en la última convocatoria electoral, las elecciones generales de 2007, fue de 37%.

## Resultados definitivos del referéndum
El Consejo Electoral hizo públicos los resultados oficiales el 16 de julio. Según esos datos, el número de marroquíes con derecho a voto fue de 13.449.495, todos ellos mayores de edad inscritos voluntariamente en el censo. Se calculó entre 7 y 8 millones los adultos no inscritos. Los electores disponían de algo menos de 40.000 mesas electorales repartidas por Marruecos y el Sahara Occidental. De ellas, y por vez primera, había 520 en el extranjero, repartidas entre consulados y embajadas marroquíes en el exterior para que pudieran ejercer el derecho al voto los ciudadanos emigrantes. La votación se celebró el 1 de julio entre las 08:00 y las 19:00 horas de forma ininterrumpida.
|                                          | Votos      | % Votantes |
| ---------------------------------------- | ---------- | ---------- |
| Sí                                       | 9 909 356  | 97,60%     |
| No                                       | 154 067    | 1,42%      |
| Nulos                                    | 88 749     | 0,88%      |
| Válidos                                  | 10 063 423 | 99,12%     |
| Total votantes (participación : 75,48 %) | 10 152 172 | 100 %      |